# Repêchage d'entrée dans la LNH 1997
1996 1998
Le repêchage d'entrée dans la Ligue nationale de hockey 1997 a lieu dans Civic Center à Pittsburgh en Pennsylvanie le 21 juin.

## Sélections par tour[1],[2],[3]
Les sigles suivants seront utilisés dans les tableaux pour parler des ligues mineures :
- LHO : Ligue de hockey de l'Ontario
- LHJMQ : Ligue de hockey junior majeur du Québec
- NCAA : National Collegiate Athletic Association
- LHOu : Ligue de hockey de l'Ouest
- Extraliga : Championnat de Tchéquie de hockey sur glace
- SM-liiga : Championnat de Finlande de hockey sur glace
- Elitserien :Championnat de Suède de hockey sur glace
- Superliga : Championnat de Russie de hockey sur glace
- DEL : Championnat d'Allemagne de hockey sur glace
- IHL : Ligue internationale de hockey

### 1ertour
| Rang | Joueur                   | Nationalité | Équipe LNH                | Repêché de                             |
| ---- | ------------------------ | ----------- | ------------------------- | -------------------------------------- |
| 1    | Joseph Thornton          | Canada      | Bruins de Boston          | Greyhounds de Sault-Sainte-Marie (LHO) |
| 2    | Patrick Marleau          | Canada      | Sharks de San José        | Thunderbirds de Seattle (LHOu)         |
| 3    | Olli Jokinen             | Finlande    | Kings de Los Angeles      | HIFK (SM-liiga)                        |
| 4    | Roberto Luongo           | Canada      | Islanders de New York     | Foreurs de Val-d'Or (LHJMQ)            |
| 5    | Eric Brewer              | Canada      | Islanders de New York     | Cougars de Prince George (WHL)         |
| 6    | Daniel Tkaczuk           | Canada      | Flames de Calgary         | Colts de Barrie (OHL)                  |
| 7    | Paul Mara                | États-Unis  | Lightning de Tampa Bay    | Wolves de Sudbury (OHL)                |
| 8    | Sergueï Samsonov         | Russie      | Bruins de Boston          | Vipers de Détroit (LIH)                |
| 9    | Nick Boynton             | Canada      | Capitals de Washington    | 67 d'Ottawa (OHL)                      |
| 10   | Brad Ference             | Canada      | Canucks de Vancouver      | Chiefs de Spokane (WHL)                |
| 11   | Jason Ward               | Canada      | Canadiens de Montréal     | Otters d'Érié (OHL)                    |
| 12   | Marián Hossa             | Slovaquie   | Sénateurs d'Ottawa        | HC Dukla Trenčín (Extraliga slo.)      |
| 13   | Daniel Cleary            | Canada      | Blackhawks de Chicago     | Bulls de Belleville (OHL)              |
| 14   | Michel Riesen            | Suisse      | Oilers d'Edmonton         | HC Bienne (LNA)                        |
| 15   | Matt Zultek              | Canada      | Kings de Los Angeles      | 67 d'Ottawa (OHL)                      |
| 16   | Ty Jones                 | États-Unis  | Blackhawks de Chicago     | Chiefs de Spokane (WHL)                |
| 17   | Róbert Döme              | Slovaquie   | Penguins de Pittsburgh    | Thunder de Las Vegas (LIH)             |
| 18   | Michael Holmqvist        | Suède       | Mighty Ducks d'Anaheim    | Djurgårdens IF (Elitserien)            |
| 19   | Stefan Cherneski         | Canada      | Rangers de New York       | Wheat Kings de Brandon (WHL)           |
| 20   | Mike Brown               | Canada      | Panthers de la Floride    | Rebels de Red Deer (WHL)               |
| 21   | Mika Noronen             | Finlande    | Sabres de Buffalo         | Tappara Tampere (SM-liiga)             |
| 22   | Nikos Tselios            | États-Unis  | Hurricanes de la Caroline | Bulls de Belleville (OHL)              |
| 23   | Scott Hannan             | Canada      | Sharks de San José        | Rockets de Kelowna (WHL)               |
| 24   | Jean-François Damphousse | Canada      | Devils du New Jersey      | Wildcats de Moncton (LHJMQ)            |
| 25   | Brenden Morrow           | Canada      | Stars de Dallas           | Winter Hawks de Portland (WHL)         |
| 26   | Kevin Grimes             | Canada      | Avalanche du Colorado     | Frontenacs de Kingston (OHL)           |

### 2etour
| Rang | Joueur               | Nationalité | Équipe LNH                | Repêché de                              |
| ---- | -------------------- | ----------- | ------------------------- | --------------------------------------- |
| 27   | Ben Clymer           | États-Unis  | Bruins de Boston          | Golden Gophers du Minnesota (NCAA)      |
| 28   | Brad DeFauw          | États-Unis  | Hurricanes de la Caroline | Fighting Sioux de North Dakota (NCAA)   |
| 29   | Scott Barney         | Canada      | Kings de Los Angeles      | Petes de Peterborough (OHL)             |
| 30   | Jean-Marc Pelletier  | États-Unis  | Flyers de Philadelphie    | Big Red de Cornell (NCAA)               |
| 31   | Jeff Zehr            | Canada      | Islanders de New York     | Spitfires de Windsor (OHL)              |
| 32   | Evan Lindsay         | Canada      | Flames de Calgary         | Raiders de Prince Albert (WHL)          |
| 33   | Kyle Kos             | Canada      | Lightning de Tampa Bay    | Rebels de Red Deer (WHL)                |
| 34   | Ryan Bonni           | Canada      | Canucks de Vancouver      | Blades de Saskatoon (WHL)               |
| 35   | Jean-François Fortin | Canada      | Capitals de Washington    | Faucons de Sherbrooke (LHJMQ)           |
| 36   | Harold Druken        | Canada      | Canucks de Vancouver      | Whalers de Détroit (OHL)                |
| 37   | Gregor Baumgartner   | Autriche    | Canadiens de Montréal     | Titan Collège-Français de Laval (LHJMQ) |
| 38   | Stanislav Gron       | Slovaquie   | Devils du New Jersey      | Bratislava (Slovakia)                   |
| 39   | Jeremy Reich         | Canada      | Blackhawks de Chicago     | Thunderbirds de Seattle (WHL)           |
| 40   | Tyler Rennette       | Canada      | Blues de Saint-Louis      | Centennials de North Bay (OHL)          |
| 41   | Patrick Dovigi       | Canada      | Oilers d'Edmonton         | Otters d'Érié (OHL)                     |
| 42   | John Tripp           | Canada      | Flames de Calgary         | Generals d'Oshawa (OHL)                 |
| 43   | Juha Gustafsson      | Finlande    | Coyotes de Phoenix        | Kiekko-Espoo (SM-liiga)                 |
| 44   | Brian Gaffaney       | États-Unis  | Penguins de Pittsburgh    | Huskies de North Iowa (USHL)            |
| 45   | Maksim Balmotchnykh  | Russie      | Mighty Ducks d'Anaheim    | Lada Togliatti (Superliga)              |
| 46   | Wes Jarvis           | Canada      | Rangers de New York       | Rangers de Kitchener (OHL)              |
| 47   | Kristian Huselius    | Suède       | Panthers de la Floride    | Färjestads BK (Elitserien)              |
| 48   | Henrik Tallinder     | Suède       | Sabres de Buffalo         | AIK IF Jr. (Elitserien)                 |
| 49   | Iouri Boutsaïev      | Russie      | Red Wings de Détroit      | Lada Togliatti (Superliga)              |
| 50   | Patrick Kavanagh     | Canada      | Flyers de Philadelphie    | Petes de Peterborough (OHL)             |
| 51   | Dmitri Kokorev       | Russie      | Flames de Calgary         | HK Dinamo Moscou (Superliga)            |
| 52   | Roman Liachenko      | Russie      | Stars de Dallas           | Torpedo Iaroslavl (Superliga)           |
| 53   | Graham Belak         | Canada      | Avalanche du Colorado     | Ice d'Edmonton (WHL)                    |

### 3etour
| Rang | Joueur              | Nationalité        | Équipe LNH                | Repêché de                              |
| ---- | ------------------- | ------------------ | ------------------------- | --------------------------------------- |
| 54   | Mattias Karlin      | Suède              | Bruins de Boston          | Modo Hockey (Elitserien)                |
| 55   | Rick Berry          | Canada             | Avalanche du Colorado     | Thunderbirds de Seattle (WHL)           |
| 56   | Vratislav Cech      | République tchèque | Panthers de la Floride    | Rangers de Kitchener (OHL)              |
| 57   | Jeff Farkas         | États-Unis         | Maple Leafs de Toronto    | Eagles de Boston College (NCAA)         |
| 58   | Jani Hurme          | Finlande           | Sénateurs d'Ottawa        | TPS Turku (SM-liiga)                    |
| 59   | Jarrett Smith       | Canada             | Islanders de New York     | Cougars de Prince George (WHL)          |
| 60   | Derek Schutz        | Canada             | Flames de Calgary         | Chiefs de Spokane (WHL)                 |
| 61   | Matt Elich          | États-Unis         | Lightning de Tampa Bay    | Spitfires de Windsor (OHL)              |
| 62   | Kris Mallette       | Canada             | Flyers de Philadelphie    | Rockets de Kelowna (WHL)                |
| 63   | Lee Goren           | Canada             | Bruins de Boston          | Fighting Sioux de North Dakota (NCAA)   |
| 64   | Kyle Freadrich      | Canada             | Canucks de Vancouver      | Pats de Regina (WHL)                    |
| 65   | Ilkka Mikkola       | Finlande           | Canadiens de Montréal     | Karpat Oulu (SM-liiga)                  |
| 66   | Josh Langfeld       | États-Unis         | Sénateurs d'Ottawa        | Lincoln Stars (USHL)                    |
| 67   | Mike Souza          | États-Unis         | Blackhawks de Chicago     | Wildcats du New Hampshire (NCAA)        |
| 68   | Sergueï Ierkovitch  | Russie             | Oilers d'Edmonton         | Thunder de Las Vegas (IHL)              |
| 69   | Maksim Afinoguenov  | Russie             | Sabres de Buffalo         | HK Dinamo Moscou (Superliga)            |
| 70   | Erik Andersson      | Suède              | Flames de Calgary         | Pioneers de Denver (NCAA)               |
| 71   | Josef Melichar      | République tchèque | Penguins de Pittsburgh    | HC České Budějovice (Extraliga)         |
| 72   | Jay Legault         | Canada             | Mighty Ducks d'Anaheim    | Knights de London (OHL)                 |
| 73   | Larry (Burke) Henry | Canada             | Rangers de New York       | Wheat Kings de Brandon (WHL)            |
| 74   | Nick Smith          | Canada             | Panthers de la Floride    | Colts de Barrie (OHL)                   |
| 75   | Jeff Martin         | Canada             | Sabres de Buffalo         | Spitfires de Windsor (OHL)              |
| 76   | Petr Sýkora         | République tchèque | Red Wings de Détroit      | HC IPB Pojišťovna Pardubice (Extraliga) |
| 77   | Steve Gainey        | Canada             | Stars de Dallas           | Blazers de Kamloops (WHL)               |
| 78   | Ville Nieminen      | Finlande           | Avalanche du Colorado     | Tappara Tampere (SM-liiga)              |
| 79   | Robert Schnabel     | République tchèque | Islanders de New York     | HC Slavia Prague (Extraliga)            |
| 80   | Francis Lessard     | Canada             | Hurricanes de la Caroline | Foreurs de Val-d'Or (LHJMQ)             |

### 4etour
| Rang | Joueur              | Nationalité        | Équipe LNH                | Repêché de                          |
| ---- | ------------------- | ------------------ | ------------------------- | ----------------------------------- |
| 81   | Karol Bartanus      | Slovaquie          | Bruins de Boston          | Voltigeurs de Drummondville (LHJMQ) |
| 82   | Adam Colagiacomo    | Canada             | Sharks de San José        | Generals d'Oshawa (OHL)             |
| 83   | Joe Corvo           | États-Unis         | Kings de Los Angeles      | Broncos de Western Michigan (NCAA)  |
| 84   | Adam Mair           | Canada             | Maple Leafs de Toronto    | Attack d'Owen Sound (OHL)           |
| 85   | Petr Mika           | République tchèque | Islanders de New York     | HC Slavia Prague (Extraliga)        |
| 86   | Didier Tremblay     | Canada             | Blues de Saint-Louis      | Mooseheads d'Halifax (LHJMQ)        |
| 87   | Brad Larsen         | Canada             | Avalanche du Colorado     | Broncos de Swift Current (WHL)      |
| 88   | Shane Willis        | Canada             | Hurricanes de la Caroline | Hurricanes de Lethbridge (WHL)      |
| 89   | Curtis Cruickshank  | Canada             | Capitals de Washington    | Frontenacs de Kingston (OHL)        |
| 90   | Chris Stanley       | Canada             | Canucks de Vancouver      | Bulls de Belleville (OHL)           |
| 91   | Daniel Tétrault     | Canada             | Canadiens de Montréal     | Wheat Kings de Brandon (WHL)        |
| 92   | Chris St. Croix     | Canada             | Flames de Calgary         | Blazers de Kamloops (WHL)           |
| 93   | Tomi Kallarsson     | Finlande           | Rangers de New York       | HPK Hameenlinna Junior              |
| 94   | Jonas Elofssön      | Suède              | Oilers d'Edmonton         | Farjestads BK (Elitserien)          |
| 95   | Ivan Novosseltsev   | Russie             | Panthers de la Floride    | Krylia Sovetov (Superliga)          |
| 96   | Scott McCallum      | Canada             | Coyotes de Phoenix        | Americans de Tri-City (WHL)         |
| 97   | Alexandre Mathieu   | Canada             | Penguins de Pittsburgh    | Mooseheads d'Halifax (LHJMQ)        |
| 98   | Jan Horacek         | République tchèque | Blues de Saint-Louis      | HC Slavia Prague (Extraliga)        |
| 99   | Sean Blanchard      | Canada             | Kings de Los Angeles      | 67 d'Ottawa (OHL)                   |
| 100  | Ryan Ready          | Canada             | Flames de Calgary         | Bulls de Belleville (OHL)           |
| 101  | Luc Theoret         | Canada             | Sabres de Buffalo         | Hurricanes de Lethbridge (WHL)      |
| 102  | Quintin Laing       | Canada             | Red Wings de Détroit      | Rockets de Kelowna (WHL)            |
| 103  | Mikhaïl Tchernov    | Russie             | Flyers de Philadelphie    | Torpedo Iaroslavl (Superliga)       |
| 104  | Lucas Nehrling      | Canada             | Devils du New Jersey      | Sting de Sarnia (OHL)               |
| 105  | Marc Kristoffersson | Suède              | Stars de Dallas           | Mora (Elitserien)                   |
| 106  | Jame Pollock        | Canada             | Blues de Saint-Louis      | Thunderbirds de Seattle (WHL)       |

### 5etour
| Rang | Joueur              | Nationalité        | Équipe LNH             | Repêché de                          |
| ---- | ------------------- | ------------------ | ---------------------- | ----------------------------------- |
| 107  | Adam Spylo          | Canada             | Sharks de San José     | Otters d'Érié (OHL)                 |
| 108  | Mark Thompson       | Canada             | Lightning de Tampa Bay | Pats de Regina (WHL)                |
| 109  | Jan Sulc            | République tchèque | Lightning de Tampa Bay | Litvinov Jr. (Extraliga)            |
| 110  | Benjamin Simon      | États-Unis         | Blackhawks de Chicago  | Fighting Irish de Notre Dame (NCAA) |
| 111  | Frantisek Mrazek    | République tchèque | Maple Leafs de Toronto | HC České Budějovice (Extraliga)     |
| 112  | Karel Bětík         | République tchèque | Lightning de Tampa Bay | Rockets de Kelowna (WHL)            |
| 113  | Martin Moise        | Canada             | Flames de Calgary      | Harfangs de Beauport (LHJMQ)        |
| 114  | David Darguzas      | Canada             | Canucks de Vancouver   | Ice d'Edmonton (WHL)                |
| 115  | Adam Edinger        | États-Unis         | Islanders de New York  | Falcons de Bowling Green (NCAA)     |
| 116  | Kevin Caulfield     | États-Unis         | Capitals de Washington | Eagles de Boston College (NCAA)     |
| 117  | Matt Cockell        | Canada             | Canucks de Vancouver   | Blades de Saskatoon (WHL)           |
| 118  | Konstantin Sidoulov | Russie             | Canadiens de Montréal  | Mechel Tcheliabinsk (Superliga)     |
| 119  | Magnus Arvedson     | Suède              | Sénateurs d'Ottawa     | Farjestads BK (Elitserien)          |
| 120  | Peter Gardiner      | Canada             | Blackhawks de Chicago  | Engineers de Rensselaer (NCAA)      |
| 121  | Jason Chimera       | Canada             | Oilers d'Edmonton      | Tigers de Medicine Hat (WHL)        |
| 122  | Guennadi Razine     | Ukraine            | Canadiens de Montréal  | Blazers de Kamloops (WHL)           |
| 123  | Curtis Suter        | Canada             | Coyotes de Phoenix     | Chiefs de Spokane (WHL)             |
| 124  | Harlan Pratt        | Canada             | Penguins de Pittsburgh | Raiders de Prince Albert (WHL)      |
| 125  | Luc Vaillancourt    | Canada             | Mighty Ducks d'Anaheim | Harfangs de Beauport (LHJMQ)        |
| 126  | Jason McLean        | Canada             | Rangers de New York    | Warriors de Moose Jaw (WHL)         |
| 127  | Pat Parthenais      | États-Unis         | Panthers de la Floride | Whalers de Détroit (OHL)            |
| 128  | Torrey DiRoberto    | États-Unis         | Sabres de Buffalo      | Thunderbirds de Seattle (WHL)       |
| 129  | John Wikstrom       | Suède              | Red Wings de Détroit   | Lulea HF (Elitserien)               |
| 130  | Kyle Calder         | Canada             | Blackhawks de Chicago  | Pats de Regina (WHL)                |
| 131  | Jiri Bicek          | Slovaquie          | Devils du New Jersey   | HC Kosice (Slovakia)                |
| 132  | Teemu Elomo         | Finlande           | Stars de Dallas        | TPS Turku (SM-liiga)                |
| 133  | Aaron Miskovich     | États-Unis         | Avalanche du Colorado  | Gamblers de Green Bay (USHL)        |
| 134  | Johan Lindbom       | Suède              | Rangers de New York    | HV71 (Elitserien)                   |

### 6etour
| Rang | Joueur             | Nationalité        | Équipe LNH                | Repêché de                      |
| ---- | ------------------ | ------------------ | ------------------------- | ------------------------------- |
| 135  | Denis Timofeïev    | Russie             | Bruins de Boston          | HK CSKA Moscou (Superliga)      |
| 136  | Mike York          | États-Unis         | Rangers de New York       | Wolverines du Michigan (NCAA)   |
| 137  | Richard Seeley     | Canada             | Kings de Los Angeles      | Raiders de Prince Albert (WHL)  |
| 138  | Eric Gooldy        | États-Unis         | Maple Leafs de Toronto    | Whalers de Détroit (OHL)        |
| 139  | Bobby Leavins      | Canada             | Islanders de New York     | Wheat Kings de Brandon (WHL)    |
| 140  | Ilia Demidov       | Russie             | Flames de Calgary         | HK Dinamo Moscou (Superliga)    |
| 141  | Peter Sarno        | Canada             | Oilers d'Edmonton         | Spitfires de Windsor (OHL)      |
| 142  | Kyle Dafoe         | Canada             | Hurricanes de la Caroline | Attack d'Owen Sound (OHL)       |
| 143  | Henrik Petre       | Suède              | Capitals de Washington    | Djurgardens Junior (Elitserien) |
| 144  | Matt Cooke         | Canada             | Canucks de Vancouver      | Spitfires de Windsor (OHL)      |
| 145  | Jonathan Desroches | Canada             | Canadiens de Montréal     | Prédateurs de Granby (LHJMQ)    |
| 146  | Jeffrey Sullivan   | Canada             | Sénateurs d'Ottawa        | Mooseheads d'Halifax (LHJMQ)    |
| 147  | Heath Gordon       | États-Unis         | Blackhawks de Chicago     | Gamblers de Green Bay (USHL)    |
| 148  | Larry Shapley      | Canada             | Canucks de Vancouver      | Équipe Junior B de Welland      |
| 149  | Nicholas Bilotto   | Canada             | Blues de Saint-Louis      | Harfangs de Beauport (LHJMQ)    |
| 150  | Jeff Katcher       | Canada             | Kings de Los Angeles      | Wheat Kings de Brandon (WHL)    |
| 151  | Robert Francz      | Allemagne          | Coyotes de Phoenix        | Petes de Peterborough (OHL)     |
| 152  | Petr Havelka       | République tchèque | Penguins de Pittsburgh    | HC Sparta Prague (Extraliga)    |
| 153  | Andreï Skopintsev  | Russie             | Lightning de Tampa Bay    | TPS Turku (SM-liiga)            |
| 154  | Shawn Degagne      | Canada             | Rangers de New York       | Rangers de Kitchener (OHL)      |
| 155  | Keith Delaney      | Canada             | Panthers de la Floride    | Colts de Barrie (OHL)           |
| 156  | Brian Campbell     | Canada             | Sabres de Buffalo         | 67 d'Ottawa (OHL)               |
| 157  | B.J. Young         | Canada             | Red Wings de Détroit      | Rebels de Red Deer (WHL)        |
| 158  | Jordon Flodell     | Canada             | Flyers de Philadelphie    | Warriors de Moose Jaw (WHL)     |
| 159  | Sascha Goc         | Allemagne          | Devils du New Jersey      | Schwenningen Wild Wings (DEL)   |
| 160  | Alekseï Timkine    | Russie             | Stars de Dallas           | Torpedo Iaroslavl (Superliga)   |
| 161  | David Aebischer    | Suisse             | Avalanche du Colorado     | Fribourg-Gottéron (LNA)         |

### 7etour
| Rang | Joueur              | Nationalité        | Équipe LNH                | Repêché de                           |
| ---- | ------------------- | ------------------ | ------------------------- | ------------------------------------ |
| 162  | Joel Trottier       | Canada             | Bruins de Boston          | 67 d'Ottawa (OHL)                    |
| 163  | Joe Dusbabek        | États-Unis         | Sharks de San José        | Fighting Irish de Notre Dame (NCAA)  |
| 164  | Todd Fedoruk        | Canada             | Flyers de Philadelphie    | Rockets de Kelowna (WHL)             |
| 165  | Hugo Marchand       | Canada             | Maple Leafs de Toronto    | Tigres de Victoriaville (LHJMQ)      |
| 166  | Kris Knoblauch      | Canada             | Islanders de New York     | Ice d'Edmonton (WHL)                 |
| 167  | Jeremy tourau       | Canada             | Flames de Calgary         | Broncos de Swift Current (WHL)       |
| 168  | Justin Jack         | Canada             | Lightning de Tampa Bay    | Rockets de Kelowna (WHL)             |
| 169  | Andrew Merrick      | États-Unis         | Hurricanes de la Caroline | Wolverines du Michigan (NCAA)        |
| 170  | Eero Somervuori     | Finlande           | Lightning de Tampa Bay    | Jokerit Helsinki (SM-liiga)          |
| 171  | Rod Leroux          | Canada             | Canucks de Vancouver      | Thunderbirds de Seattle (WHL)        |
| 172  | Ben Guité           | Canada             | Canadiens de Montréal     | Black Bears du Maine (NCAA)          |
| 173  | Robin Bacul         | République tchèque | Sénateurs d'Ottawa        | HC Slavia Prague (Extraliga)         |
| 174  | Jared Smith         | Canada             | Blackhawks de Chicago     | Winter Hawks de Portland (WHL)       |
| 175  | Johan Holmqvist     | Suède              | Rangers de New York       | Brynäs IF (Elitserien)               |
| 176  | Kevin Bolibruck     | Canada             | Oilers d'Edmonton         | Petes de Peterborough (OHL)          |
| 177  | Ladislav Nagy       | Slovaquie          | Blues de Saint-Louis      | HC Košice (Extraliga Slo.)           |
| 178  | Tony Mohagen        | Canada             | Mighty Ducks d'Anaheim    | Thunderbirds de Seattle (WHL)        |
| 179  | Mark Moore          | Canada             | Penguins de Pittsburgh    | Crimson d'Harvard (NCAA)             |
| 180  | Jim Baxter          | Canada             | Bruins de Boston          | Generals d'Oshawa (OHL)              |
| 181  | Mat Snesrud         | États-Unis         | Mighty Ducks d'Anaheim    | Huskies de North Iowa (USHL)         |
| 182  | Michael Mottau      | États-Unis         | Rangers de New York       | Eagles de Boston College (NCAA)      |
| 183  | Tyler Palmer        | États-Unis         | Panthers de la Floride    | Lakers de Lake Superior State (NCAA) |
| 184  | Jeremy Adduono      | Canada             | Sabres de Buffalo         | Wolves de Sudbury (OHL)              |
| 185  | Samuel Saint-Pierre | Canada             | Lightning de Tampa Bay    | Tigres de Victoriaville (LHJMQ)      |
| 186  | Mike Laceby         | Canada             | Red Wings de Détroit      | Frontenacs de Kingston (OHL)         |
| 187  | Chad Hinz           | Canada             | Oilers d'Edmonton         | Warriors de Moose Jaw (WHL)          |
| 188  | Mathieu Benoît      | Canada             | Devils du New Jersey      | Saguenéens de Chicoutimi (LHJMQ)     |
| 189  | Jeff McKercher      | Canada             | Stars de Dallas           | Colts de Barrie (OHL)                |
| 190  | Shawn Thornton      | Canada             | Maple Leafs de Toronto    | Petes de Peterborough (OHL)          |

### 8etour
| Rang | Joueur               | Nationalité        | Équipe LNH                | Repêché de                            |
| ---- | -------------------- | ------------------ | ------------------------- | ------------------------------------- |
| 191  | Antti Laaksonen      | Finlande           | Bruins de Boston          | Pioneers de Denver (NCAA)             |
| 192  | Cam Severson         | Canada             | Sharks de San José        | Raiders de Prince Albert (WHL)        |
| 193  | Jay Kopischke        | États-Unis         | Kings de Los Angeles      | Huskies de North Iowa (USHL)          |
| 194  | Russ Bartlett        | États-Unis         | Maple Leafs de Toronto    | Phillips Exeter Academy (N.H.)        |
| 195  | Niklas Nordgren      | Suède              | Hurricanes de la Caroline | Modo Juniors (Elitserien)             |
| 196  | Jeremy Symington     | Canada             | Islanders de New York     | Équipe Junior B de Petrolia (Ontario) |
| 197  | Petr Kubos           | République tchèque | Canadiens de Montréal     | HC Vsetín (Extraliga)                 |
| 198  | Shawn Skolney        | Canada             | Lightning de Tampa Bay    | Thunderbirds de Seattle (WHL)         |
| 199  | Randy Fitzgerald     | États-Unis         | Hurricanes de la Caroline | Whalers de Détroit (OHL)              |
| 200  | Pierre-Luc Therrien  | Canada             | Capitals de Washington    | Voltigeurs de Drummondville (LHJMQ)   |
| 201  | Denis Martyniouk     | Russie             | Canucks de Vancouver      | HK CSKA Moscou (Superliga)            |
| 202  | Andreï Sidiakine     | Russie             | Canadiens de Montréal     | Salavat Ioulaïev Oufa (Superliga)     |
| 203  | Nick Gillis          | États-Unis         | Sénateurs d'Ottawa        | Académie Cushing (Mass.)              |
| 204  | Sergueï Chikhanov    | Russie             | Blackhawks de Chicago     | Lada Togliatti (Superliga)            |
| 205  | Chris Kerr           | Canada             | Oilers d'Edmonton         | Wolves de Sudbury (OHL)               |
| 206  | Bob Haglund          | États-Unis         | Blues de Saint-Louis      | Buccaneers de Des Moines (USHL)       |
| 207  | Aleksandrs Andrejevs | Lettonie           | Coyotes de Phoenix        | Red Wings de Weyburn (SJHL)           |
| 208  | Andrew Ference       | Canada             | Penguins de Pittsburgh    | Winter Hawks de Portland (WHL)        |
| 209  | René Stüssi          | Suisse             | Mighty Ducks d'Anaheim    | HC Thurgovie (LNB)                    |
| 210  | Andrew Proskurnicki  | Canada             | Rangers de New York       | Sting de Sarnia (OHL)                 |
| 211  | Doug Schueller       | États-Unis         | Panthers de la Floride    | Vulcans de Twin City (USHL)           |
| 212  | Kamil Piros          | République tchèque | Sabres de Buffalo         | Litvinov Jr. (Extraliga)              |
| 213  | Steve Wilejto        | Canada             | Red Wings de Détroit      | Raiders de Prince Albert (WHL)        |
| 214  | Marko Kauppinen      | Finlande           | Flyers de Philadelphie    | JyP HT Juniors                        |
| 215  | Scott Clemmensen     | États-Unis         | Devils du New Jersey      | Buccaneers de Des Moines (USHL)       |
| 216  | Alekseï Komarov      | Russie             | Stars de Dallas           | Torpedo Iaroslavl (Superliga)         |
| 217  | Doug Schmidt         | États-Unis         | Avalanche du Colorado     | Black Hawks de Waterloo (USHL)        |

### 9etour
| Rang | Joueur              | Nationalité        | Équipe LNH                | Repêché de                          |
| ---- | ------------------- | ------------------ | ------------------------- | ----------------------------------- |
| 218  | Eric Van Acker      | Canada             | Bruins de Boston          | Saguenéens de Chicoutimi (LHJMQ)    |
| 219  | Mark Smith          | Canada             | Sharks de San José        | Hurricanes de Lethbridge (WHL)      |
| 220  | Konrad Brand        | Canada             | Kings de Los Angeles      | Tigers de Medicine Hat (WHL)        |
| 221  | Jonathan Hedström   | Suède              | Maple Leafs de Toronto    | Skelleftea (Elitserien)             |
| 222  | Ryan Clark          | États-Unis         | Islanders de New York     | Stars de Lincoln (USHL)             |
| 223  | Dustin Paul         | Canada             | Flames de Calgary         | Warriors de Moose Jaw (WHL)         |
| 224  | Paul Comrie         | Canada             | Lightning de Tampa Bay    | Pioneers de Denver (NCAA)           |
| 225  | Kent McDonell       | Canada             | Hurricanes de la Caroline | Storm de Guelph (OHL)               |
| 226  | Matt Oikawa         | Canada             | Capitals de Washington    | Saints de St. Lawrence (NCAA)       |
| 227  | Peter Brady         | Canada             | Canucks de Vancouver      | Paper Kings de Powell River (BCJHL) |
| 228  | Jarl-Espen Ygranes  | Norvège            | Canadiens de Montréal     | Furuset (Norvège)                   |
| 229  | Karel Rachůnek      | République tchèque | Sénateurs d'Ottawa        | HC Zlín (Extraliga)                 |
| 230  | Chris Feil          | États-Unis         | Blackhawks de Chicago     | Buckeyes d'Ohio State (NCAA)        |
| 231  | Alexandre Fomitchev | Russie             | Oilers d'Edmonton         | Sains de St. Albert (AJHL)          |
| 232  | Dmitri Plekhanov    | Russie             | Blues de Saint-Louis      | Nizhnekamsk (CIS)                   |
| 233  | Wyatt Smith         | États-Unis         | Coyotes de Phoenix        | Golden Gophers du Minnesota (NCAA)  |
| 234  | Eric Lind           | États-Unis         | Penguins de Pittsburgh    | Avon Old Farms H.S. (Conn.)         |
| 235  | Tommi Degerman      | Finlande           | Mighty Ducks d'Anaheim    | Terriers de Boston (NCAA)           |
| 236  | Richard Miller      | États-Unis         | Rangers de New York       | Friars de Providence (NCAA)         |
| 237  | Benoit Côté         | Canada             | Panthers de la Floride    | Cataractes de Shawinigan (LHJMQ)    |
| 238  | Dylan Kemp          | Canada             | Sabres de Buffalo         | Hurricanes de Lethbridge (WHL)      |
| 239  | Greg Willers        | Canada             | Red Wings de Détroit      | Frontenacs de Kingston (OHL)        |
| 240  | Par Styf            | Suède              | Flyers de Philadelphie    | Modo Juniors (Elitserien)           |
| 241  | Jan Sorinko         | République tchèque | Devils du New Jersey      | République tchèque                  |
| 242  | Brett McLean        | Canada             | Stars de Dallas           | Rockets de Kelowna (WHL)            |
| 243  | Kyle Kidney         | États-Unis         | Avalanche du Colorado     | École Salisbury (Conn.)             |
| 244  | Marek Ivan          | République tchèque | Blues de Saint-Louis      | Hurricanes de Lethbridge (WHL)      |
| 245  | Steve Lafleur       | Canada             | Avalanche du Colorado     | Bulls de Belleville (OHL)           |
| 246  | Jay Henderson       | Canada             | Bruins de Boston          | Ice d'Edmonton (WHL)                |